# Chrysojasminum
Chrysojasminum is een geslacht uit de olijffamilie (Oleaceae). De soorten komen voor van Macaronesië en het Middellandse Zeegebied tot in Centraal-China en op Sri Lanka en van Ethiopië tot in Zambia.

## Soorten
- Chrysojasminum bignoniaceum (Wall. ex G.Don) Banfi
- Chrysojasminum floridum (Bunge) Banfi
- Chrysojasminum fruticans (L.) Banfi
- Chrysojasminum goetzeanum (Gilg) Banfi
- Chrysojasminum humile (L.) Banfi
- Chrysojasminum leptophyllum (Rafiq) Banfi
- Chrysojasminum odoratissimum (L.) Banfi
- Chrysojasminum parkeri (Dunn) Banfi
- Chrysojasminum stans (Pax) Banfi
- Chrysojasminum subhumile (W.W.Sm.) Banfi & Galasso

... · 
Forsythia · 
Fraxinus (Es) · 
Jasminum (Jasmijn) · 
Ligustrum (Liguster) · 
Nyctanthes · 
Olea · 
Osmanthus · 
Picconia · 
Syringa · 
...